# Mahabad (Isfahan)
Mahabad – miasto w Iranie, w ostanie Isfahan. W 2016 roku liczyło 3727 mieszkańców.